# Re (kana)
れ în hiragana sau レ în katakana, (romanizat ca re) este un kana în limba japoneză care reprezintă o moră. Caracterul hiragana este scris cu două linii, iar caracterul katakana cu o singură linie. Kana れ și レ reprezintă sunetul pronunție în japoneză [ɽe] ⓘ.
Originea caracterelor れ și レ este caracterul kanji 礼.

## Folosire în limba ainu
În limba ainu, katakana minuscul ㇾ reprezintă sunetul r final după sunetul e (エㇾ = er).

## Forme
| Formă                                   | Rōmaji     | Hiragana                   | Katakana                   |
| --------------------------------------- | ---------- | -------------------------- | -------------------------- |
| Fără semne diacritice: r- (ら行 ra-gyō) | re         | れ                         | レ                         |
| Fără semne diacritice: r- (ら行 ra-gyō) | rei ree rē | れい, れぃ れえ, れぇ れー | レイ, レィ レエ, レェ レー |

## Ordinea corectă de scriere pentru
|                                      |
| Ordinea corectă de scriere pentru れ |

|                                      |
| Ordinea corectă de scriere pentru レ |

## Alte metode de scriere
- Braille:

| ・・ －－ |

- Codul Morse: －－－